# Бистричка (Мартин)
Бистричка (слч. Bystrička) насељено је мјесто са административним статусом сеоске општине (слч. obec) у округу Мартин, у Жилинском крају, Словачка Република.

## Становништво
| Година:    | 1994. | 2004.    | 2014.   | 2024.   |
| ---------- | ----- | -------- | ------- | ------- |
| Број људи: | 1188  | 1379     | 1445    | 1490    |
| Разлика:   |       | +16,07 % | +4,78 % | +3,11 % |

| Година:    | 2023. | 2024.   |
| ---------- | ----- | ------- |
| Број људи: | 1486  | 1490    |
| Разлика:   |       | +0,26 % |

Према подацима о броју становника из 2011. године насеље је имало 1.427 становника.